# Slag om Annual

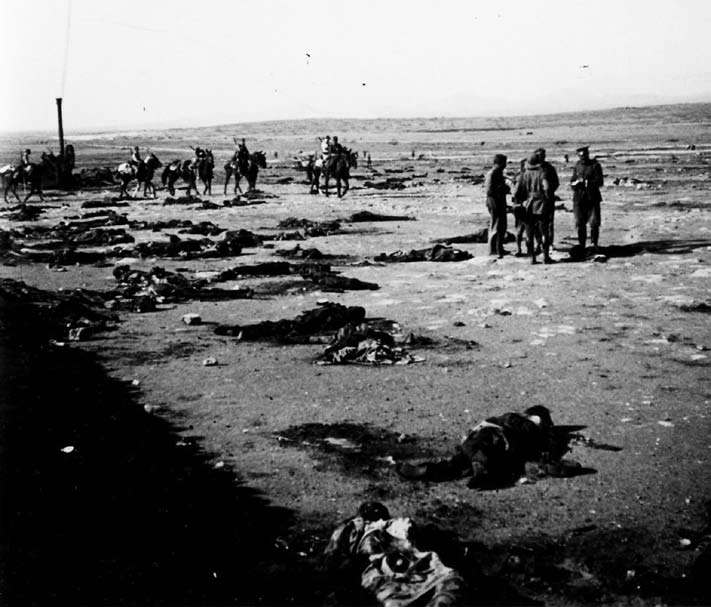
Het slagveld na de slag

Overzicht van de Slag om Annual

De Slag om Annual vond plaats in Annual binnen het stamgebied van de Ait Ourish in de voormalige Rif-Republiek op 20 juli 1921 aan het begin van de Rifoorlog (1920-1926). De Riffijnen, bestaande uit een "leger" van 3000 man, versloegen onder leiding van Mohammed Abdelkrim El Khattabi een Spaans leger van 20.000 tot 25.000 man  in de Slag om Annual. Hierbij kwamen ongeveer 18.000 Spanjaarden om het leven. Na de slag werd door Mohammed Abdelkrim El Khattabi de Confederale Republiek van de Stammen van de Rif uitgeroepen. De oorlog tegen de Franse en Spaanse kolonisten duurde tot 1926.
In 1926 kwam er een einde aan de Confederale Republiek van de Stammen van de Rif, doordat de Fransen en Spanjaarden mosterdgas hebben gebruikt om de Riffijnen aan te vallen. Duizenden onschuldige mensen kwamen om tijdens de aanvallen. 
Abdelkarim El Khattabi heeft zich vervolgens gewonnen gegeven, uit vrees dat er meerdere Riffijnse doden vallen.